# Карруж (замок)
Карруж (фр. Château de Carrouges) — средневековый замок XIV века во Франции. Расположен в коммуне Карруж в департаменте Орн, в регионе Нормандия. По своему типу относится к замкам на воде. Комплекс многократно перестраивался. Последняя значимая реконструкция произошла в  XVIII веке. Именно тогда замок приобрёл свой современный вид. Сооружение признано историческим памятником Франции.

## Расположение
Первоначально укреплённая усадьба в данной области, вероятно, находилась недалеко от местной церкви, на вершине небольшого холма. Современный комплекс был построен существенно позже к югу от поселения, на бывшей болотистой равнине.
Скорее всего, это место было заселено ещё в эпоху Античности. Само название местности происходит от латинского слова «квадривиум” (перекрёсток). Соответственно, можно предположить, что во время римского владычества здесь пересекались римские дороги, соединявшие Лизьё с Жубленом и Авранш с Се. В любом случае, ранние средневековые сооружения в этой области, впервые упомянутые в 1136 году, входили в сеть крепостей, охранявших границу герцогства Нормандия с графством Мэн.

Герб поселения Карруж

## История

### Ранний период
Оппид (кельтский город-крепость) существовал в этой местности ещё две тысячи лет назад.
Первое средневековое укрепление, расположенное на южной границе нормандского герцогства Вильгельма Завоевателя, впервые упоминается в хрониках 1136 года. В это время его тщетно осаждали отряды Плантагенетов.
В начале Столетней войны укрепление было восстановлено. Это была важная крепость в долине между Мэном и Нормандией. Её возвели лорды Карружа, которые опасались экспансии со стороны короля Англии, пытавшегося расширить свои владения.
Согласно Ордерику Виталию, монаху-хронисту, современнику той эпохи, утверждается, в 1136 году Жоффруа V Плантагенет, граф Анжуйский, после трёхдневной осады захватил крепость Карруж (Quadrugias oppidum).
Строителем существующего замка стал Жан IV де Карруж, рыцарь, владевший окрестными землями. Он и приказал возвести крепость посреди прудов и защитить её рвами, заполненными водой. Это гарантировало, что никто не сможет во время осады произвести подкоп под стенами и не сумеет подтащить осадную башню.
Изначально замок представлял из себя только крупную квадратную жилую башню с машикулями, характерную для подобных сооружений конца XIV века. В наше время остатки донжона можно обнаружить в северо-западном крыле комплекса.
Жан IV де Карруж был камергером графа Пьера II Алансонcкого. Он прославился как рыцарь чести при дворе короля Карла VI (после Судебного поединка, в котором рисковал жизнью, чтобы спасти свою честь и честь супруги, Маргариты де Тибувиль, изнасилованной во время его отсутствия).
Позднее потомки Жана IV принимали самое активное участие в событиях Столетней войны. Имена некоторых из них известны благодаря хроникам того времени и близости к королю Франции.
Мужская линия де Карруж пресеклась в XV веке. В связи с этим замок через брак перешёл к семье Каньи. Позднее собственниками крепости стал дворянский род Блоссе.

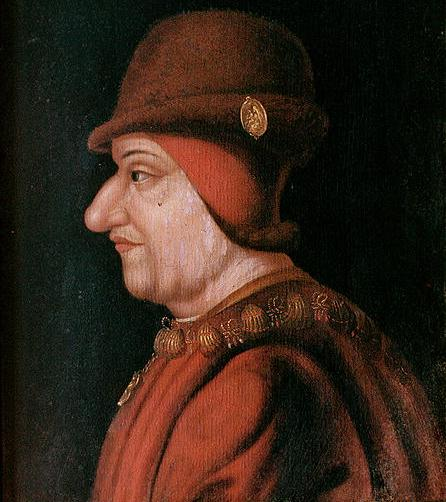
Король Людовик XI

Судьба замка резко переменилась, когда её владельцем стал Жан Блоссе, сенешаль Нормандии, судебный пристав Руана и советник короля Людовика XI. Он перестроил и расширил комплекс. В 1480 году Жан Блоссе в память о своей супруге Маргарите де Дерваль приказал возвести капеллу. Её предполагалось назвать Нотр-Дам-де-Бон-Конфор. В итоге капелла превратилась в крупную церковь. В этом здании сейчас находится штаб-квартира регионального природного парка Нормандия-Мэн.
Не обзаведясь законным наследником, Жан Блоссе под конец жизни завещал владение Карруж своей племяннице Мари Блоссе. Она позднее передала права на поместье и замок одному из своих сыновей, Жану Ле Вернёру. Это положило начало эпохе процветания Карружа и превращения бывшей крепости в роскошный дворцово-замковый комплекс.

Герб рода Венёр де Тильер (дворянский род)

### ЭпохаРенессанса
В XVI веке собственником поместья стали дворяне из рода Венёр де Тильер. Представители этой благородной семьи занимади самые высокие должности и посты (в том числе епископские). Причём как при монархии, так и в эпоху Империи и даже при республиках.
В начале XVI века владельцем замка стал Жан Ле Венёр, епископ-граф Лизьё (сын Марии Блоссе и Филиппа Ле Венёра, барона де Тильера). Он оказался очень влиятельным человеком при дворе короля. В родовом замке при его власти комплекс был украшен сторожкой (павильоном при въезде) в стиле архитектуры эпохи Людовика XII.

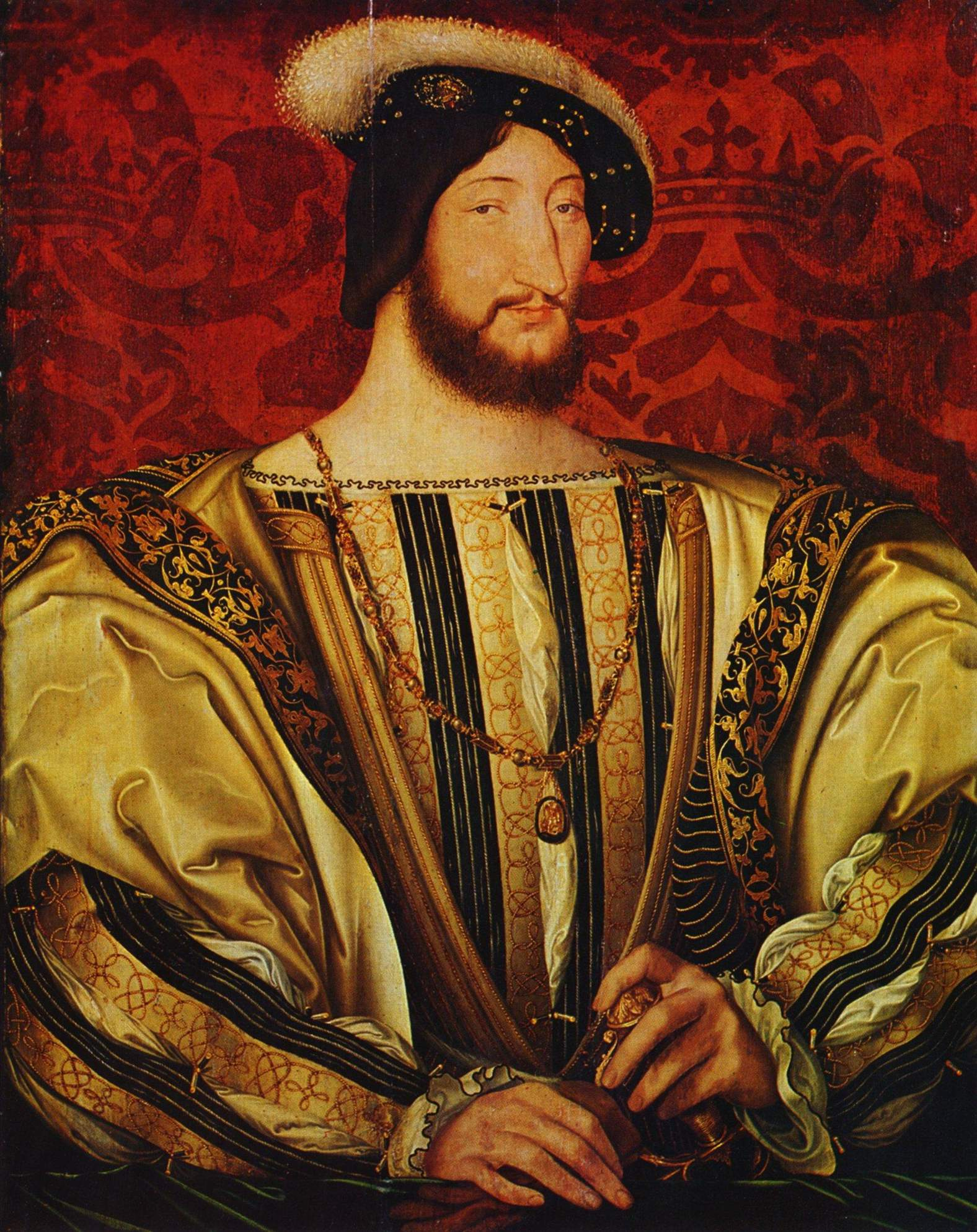
Король Франциск I

Будучи доверенным лицом Франциска I, Жан Ле Вернёр заседал в королевском совете. В 1525 году он был назначен Великим раздатчиком милостыни Франции и аббатом монастыря Мон-Сен-Мишель. В 1533 году ему довелось стать кардиналом.
Целый год Жан Ле Вернёр пытался убедить монарха направить малуэнского мореплавателя Жака Картье (своего родственника из монастыря Мон-Сен-Мишель, уже прославившегося дальними морскими экспедициями) для открытия нового пути в Индию и Китай. По просьбе французского короля кардинал ходатайствовал перед папой Климентом VII о возвращении к теме передела Нового Света. В итоге на свет появился Тордесильясский договор, разделивший Южную Америку между испанцами и португальцами. Буллу ратифицировал уже Юлий III в 1506 году.
Жан Ле Венёр даже участвовал в финансировании экспедиции Жака Картье. У через год, в 1534 году, было положено началу формирования колонии Новая Франция. Изначально это образование охватывало большую часть Северной Америки: от Канады до Луизианы. В Гаспе был торжественно установлен огромный крест, а под флагом с тремя геральдическими лилиями с надписью «Да здравствует король» было объявлено о принадлежности всех земель в северной части западной Атлантики французской короне. С этого началась активная колонизация Америки выходцами из Франции.

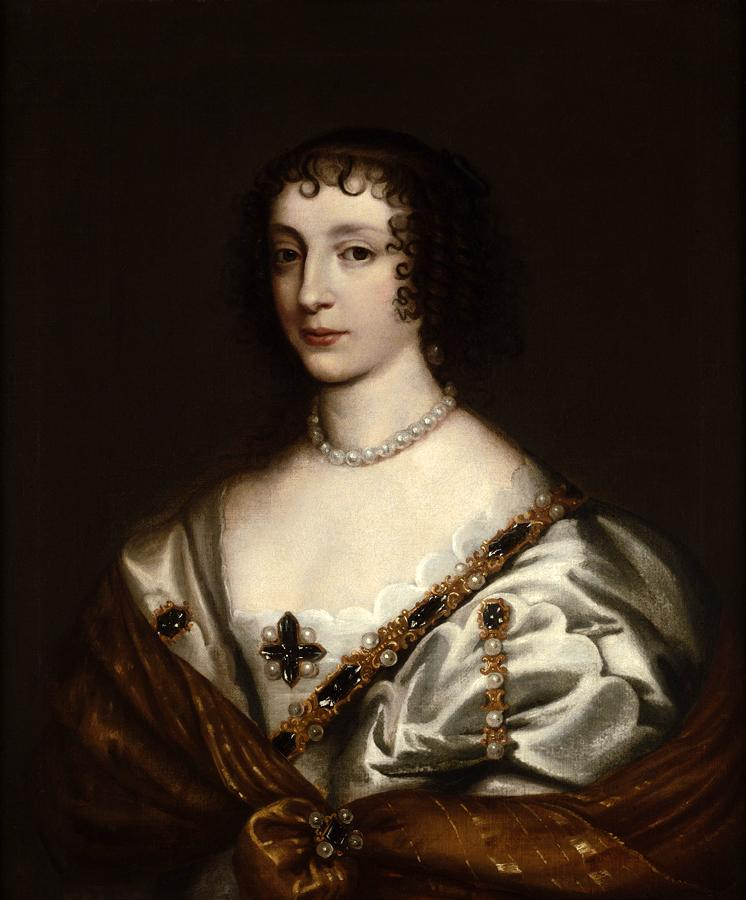
Генриетта Мария Французская

### Новое время
В XVII веке Таннеги II Ле Венёр, граф Тильер, был отправлен в Англию для переговоров о браке Генриетты Марии Французской, сестры Людовика XIII, с будущим королём Карлом I. Переговоры прошли успешно. В 1625 году брак был заключён.
Таннеги II предпочитал проживать в Тильере и передал Карруж своему брату Жаку, аббату Силли. В 1637 году Жак Ле Венер де Тильер ушел из своего аббатства, чтобы полностью посвятить себя переустройству замка. Он решил перестроить комплекс и парк. Подготовку плана поручили Морису Габриэлю, архитектору из Аржантана. Вскоре Карруж превратился в роскошный благоустроенный дворцово-замковый комплекс.

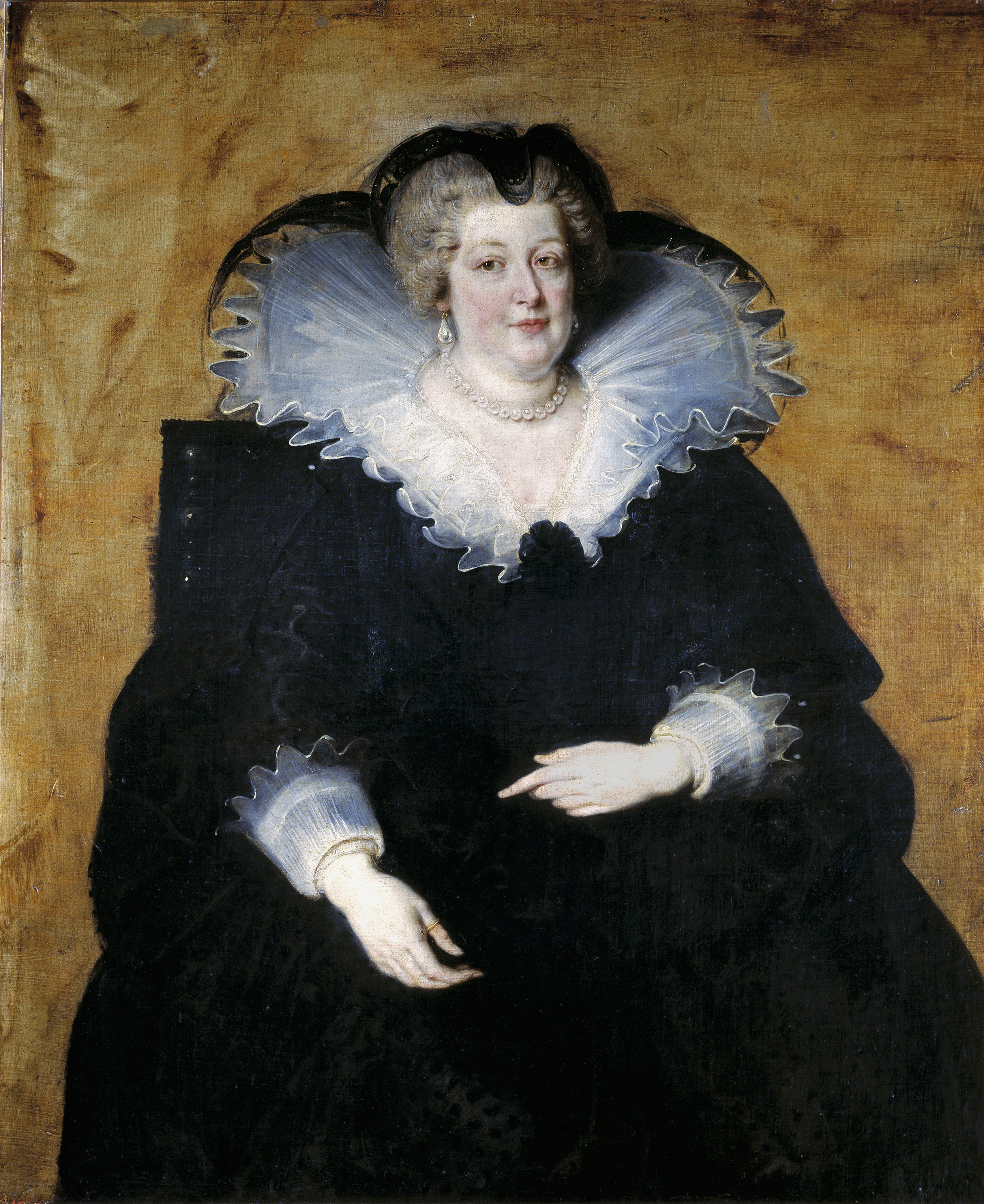
Королева Мария Медичи

Гостями Жака Ле Венера де Тильера были многие представители высшей знати Франции. В частности, в замке по пути в Мон-Сен-Мишель побывала королева Екатерина Медичи со своими сыновьями: будущими королями Франциском II, Карлом IX и Генрихом III.

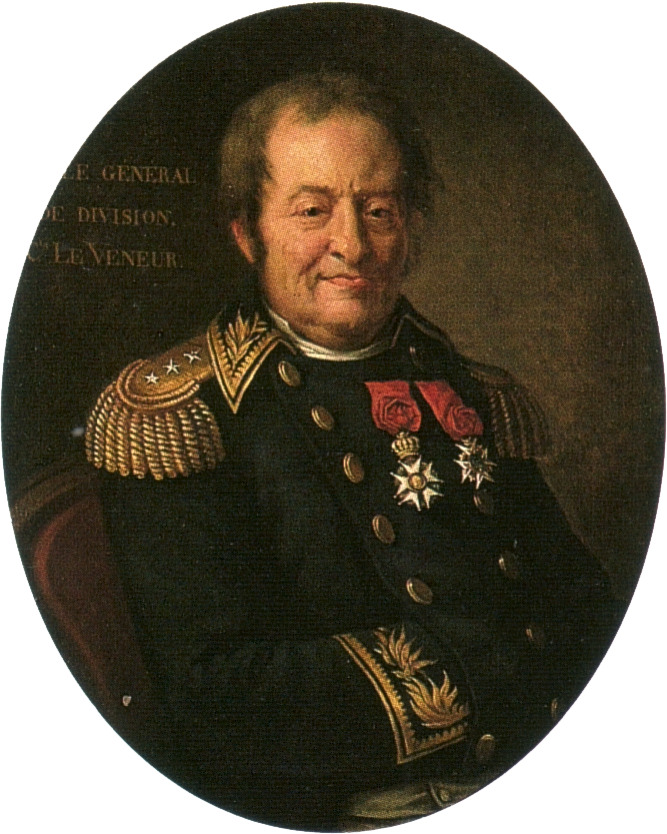
Алексис Ле Вернёр

В конце XVIII века Алексис Ле Вернёр, виконт Тильер, оказался активным сторонником идей о всеобщем равенстве. Большое влияние на него оказала супруга. Генриетта де Верделен (1757-1834), была дочерью маркизы де Верделен (1728-1810), которая в свою очередь оказывала покровительство Жан-Жаку Руссо и вела с ним переписку.
Проникшись идеями философа, Алексис призывал отказаться от дворянских привилегий. Он принял участие в Революционных войнах на стороне новой власти. Виконт дослужился до чина генерал-лейтенанта и стал командиром дивизией. Его избрали мэром Карружа и администратором департамента Орн, а затем первым президентом Генерального совета Орна и, наконец, представителем департамента в Законодательном корпусе Франции. Наполеон Бонапарт даровал генералу титул графа империи. Алексис Ле Венёр благополучно пережил драматические события Великой французской революции и Наполеоновских войн и умер в 1833 году в возрасте 86 лет в родовом замке.

### Новейшее время
Замок оставался собственностью семьи Ле Венёр на протяжении пяти столетий. В 1927 году он был признан памятником архитектуры. Однако 23 апреля 1936 гола Мари Гастон Таннеги IX, граф Ле Венёр де Тильер, не имевший потомков мужского пола и разорившийся из-за кризиса в сельскозяйственной отрасли межвоенной Франции, решил продать замок государству. Он уступил комплекс, обременённый значительными долгами, за весьма скромную сумму в 200 тысяч франков.

### В государственной собственности
С 1939 года замок использовался в качестве хранилища экспонатов сразу нескольких музеев, которым угрожали военные действия во время Второй мировой войны. В частности, сюда привезли многие предметы искусства из музеев Руана и Бове, а также некоторые предметы из замка д’Аркур в Ле-Ом. Этот период относительной тишины закончился в 1944 году. Во время битвы за Нормандию въездные ворота оказались разрушены после взрыва военной автомашины. Но больше серьёзных повреждений комплекс не получил.

## Современное использование
В настоящее время замок Карруж открыт для посещения публики. Здесь есть постоянные и временные экспозиции. Комплекс служит местом проведения различных культурных мероприятий региона.

## Описание замка

План комплекса с парком

### Въездные ворота
Главные ворота, ведущие на территорию комплекса представляют из себя отдельное крупное сооружение. Это здание с четырьмя круглыми башенками, построенное в стиле Людовика XII в XVI веке по распоряжению Жана Ле Венёра, выполняло и роль сторожки. После неоднократных реконструкций сохранился двухэтажный павильон, облицованный красным и чёрным кирпичом.
Здание построено в стиле, характерном для эпохи Людовика XII. Это переход между готикой и Ренессансом. Сторожка готическая по композиции, с характерными элементами в виже башенок и лепнины, но одновременно видны элементы, присущие архитектуре Ренессанса.

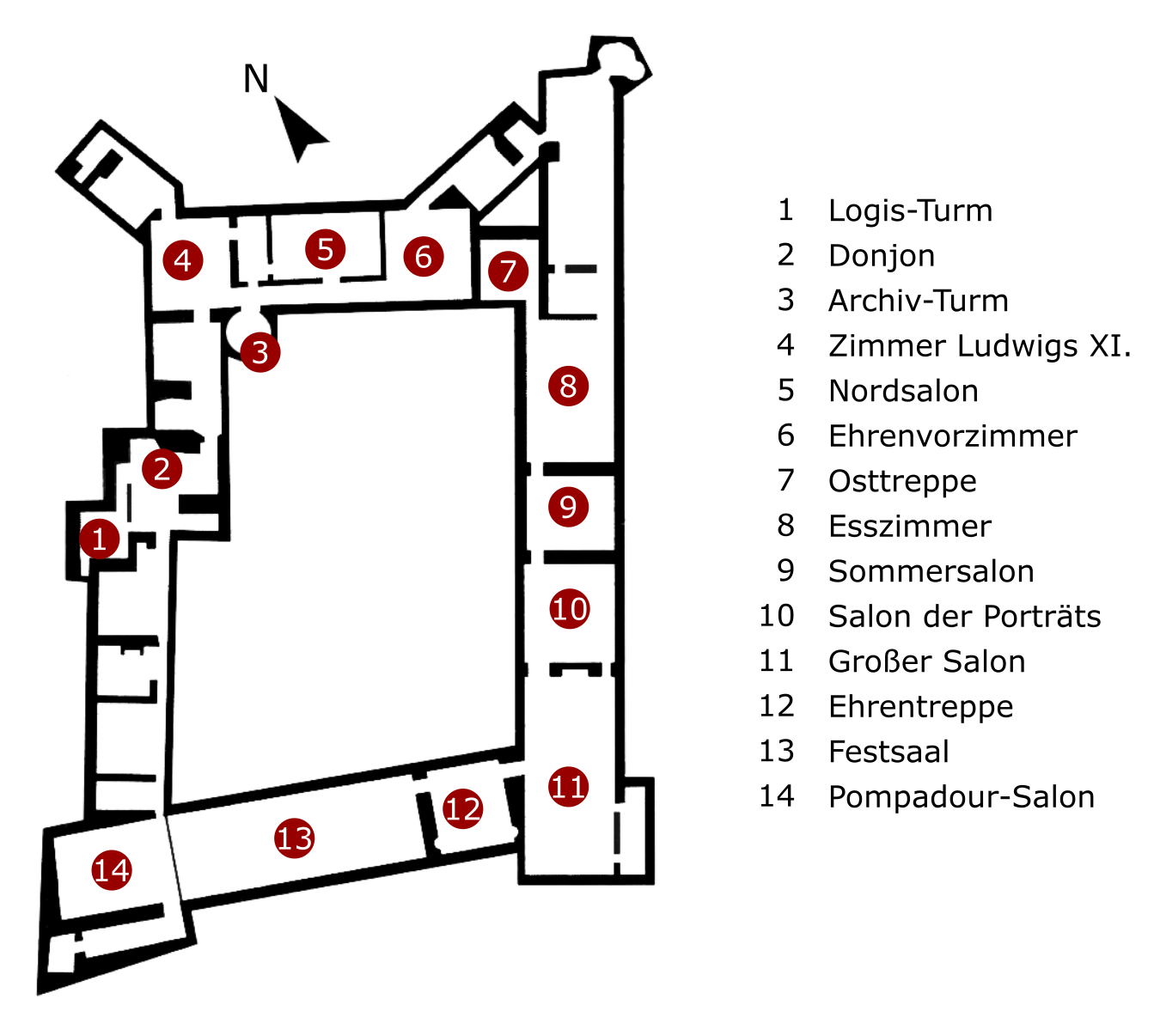
План главного здания

### Главное здание
Основная жилая резиденция давно выглядит скорее как дворец, чем крепость. Здание имеет почти прямоугольной форму. Четыре двухэтажных крыла образуют внутренний двор. Снаружи сооружение окружено рвом, наполненным водой. Внутрь можно попасть по мостику с западной стороны. В прежние времена это был подъёмный мост.
Сам замок построен из кирпича. Самые старые сохранившиеся части замка — подвалы. Они находятся центральной части северо-западного крыла. По углам сохранились остатки квадратных башен и бастионов, перестроенные в жилые трёхэтажные флигели. Апартаменты владельца находились в северном крыле.
С юго-запада к замку примыкает ухоженный сад. Общая парковая территория вокруг комплекса составляет около десяти гектаров. В середине XVII века здесь были устроены сады. Позднее их заменили цветники и клумбы. Вся территория обнесена кованой оградой. С конца XIX века парк оказался практически заброшен и на его месте появились хаотические заросли. Восстановление ландшафта начали только с 1950 года.
Сейчас парк разделен на:
- Французский сад, частично отреставрированный в 1997 году;
- Сад, где выращивают цветы, которыми украшают залы замка;
- Фруктовый сад с яблонями;
- Рощу;
- Террасу с розарием;
- Луг, который занимает территорию бывшего болота, превращённого в небольшое озеро.

## Истории и легенды, связанные с замком Карруж

### Происхождение названия
Местная легенда гласит, что однажды графиня застала своего супруга в объятиях другой женщины. В гневе она ударила ножом соперницу, вскоре которая скончалась от ран. Умирая, несчастная прокляла семью Карруж. Уже на следующий день был обнаружен убитым граф. После этого на лбу графини появилось красное пятно. Через несколько месяцев она родила сына, который сам был отмечен этим пятном на лбу. Мальчика стали именовать Карруж (Рыжий). Вскоре также стали называть и замок.

### Легенда о фее Карруж
Граф Ральф был красивым и доблестным рыцарем. Он отвечал за защиту герцогства Нормандия от вражеских вторжений и проживал в пограничной крепости. Граф женился на дочери соседа, графине Луизе де Ла Мотт-Фуке. Это была красивая и добродетельная девушка. После восьми лет брака только одно омрачило счастье супругов: у них не было детей.

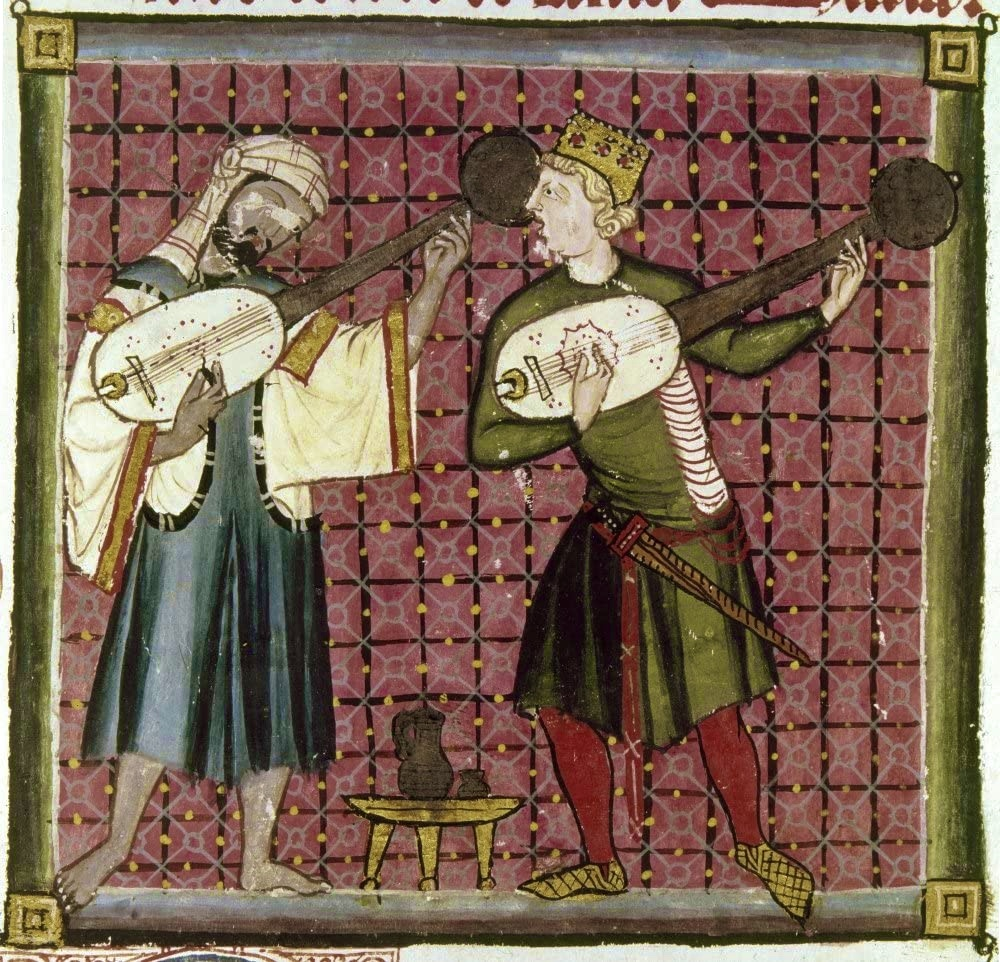
Средневековые менестрели

Наконец Луиза забеременела. Обрадованный Ральф решил немедленно пригласить всех соседних лордов и своих друзей-рыцарей на многодневный праздник, посвящённый этому событию. Были запланированы турниры, застолья и выступления менестрелей. В последний день граф решил устроить большую охоту на крупную дичь. На рассвете егеря с охотничьими рогами отцепили собак. Те быстро почуяли след и стали преследовать хитрого и ловкого десятирога, того вид оленей, которые проверяют выносливость и мастерство охотников. В конце дня рыцари, измученные, один за другим отказывались от погони и возвращались в замок на финальный ужин.
Только граф Ральф, упрямый и гордый, не признающий поражения, продолжал преследовать десятирога, который добежал до края лесной чащи Ла Мотт. В конце концов он оказался в глубине дикой долины, где текла небольшая речка. Местность была каменистой и труднопроходимой. Ральфу пришлось спешиться. Вскоре он обнаружил горячий источник, озеро и купающуюся в нём прекрасную девушку, которая пела чудесную песню. Это была лесная фея. Граф оказался околдован, очарован и забыл об охоте. Когда девушка позвала его к себе, он без колебаний шагнул в воду.
Ральф вернулся в замок ранним утром и объяснил плачущей жене, что заблудился и провёл ночь в домике лесоруба. Однако теперь каждый вечер, дождавщись пока Луиза уснёт, он вновь скакал к чародейке и возвращался к рассвету. Но однажды ночью жена обнаружили, что постель Ральфа пуста. Вечером она притворилась спящей, а потом отправилась следить за супругом. Луиза проследила за ним и увидела мужа в объятиях лесной феи.
Обманутая жена дождалась пока супруг уехал, а затем подскочила к сопернице и вонзила нож в её сердце. Вернувшись в замок, Луиза с ужасом узнала, что её мужа только что нашли мёртвым с пронзённым сердцем. А утром она родила сына. Лицо мальчика было обезображено красным пятном — знаком проклятия. Этот знак преследовал всех потомков Ральфа и Луизы вплоть до седьмого поколения. Лишь рождение в семье девочки без красного пятна стало доказательством, что злое проклятие снято.

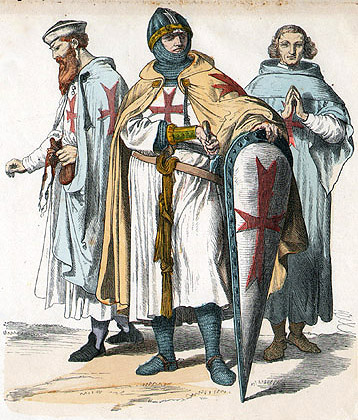
Тамплиеры

### Сокровища тамплиеров
Существует также легенда, утверждающая, что в XIV веке в замке нашли убежище многие рыцари из братства тамплиеров, которых объявил вне закона король Филипп IV Красивый. Позднее в замке тепло встречали и рыцарей Мальтийского ордена. В благодарность члены братств передали своим покровителям значительную часть сокровищ. Эта легенда в числе прочего объясняла удивительное по меркам Средних веков богатство собственников замка.

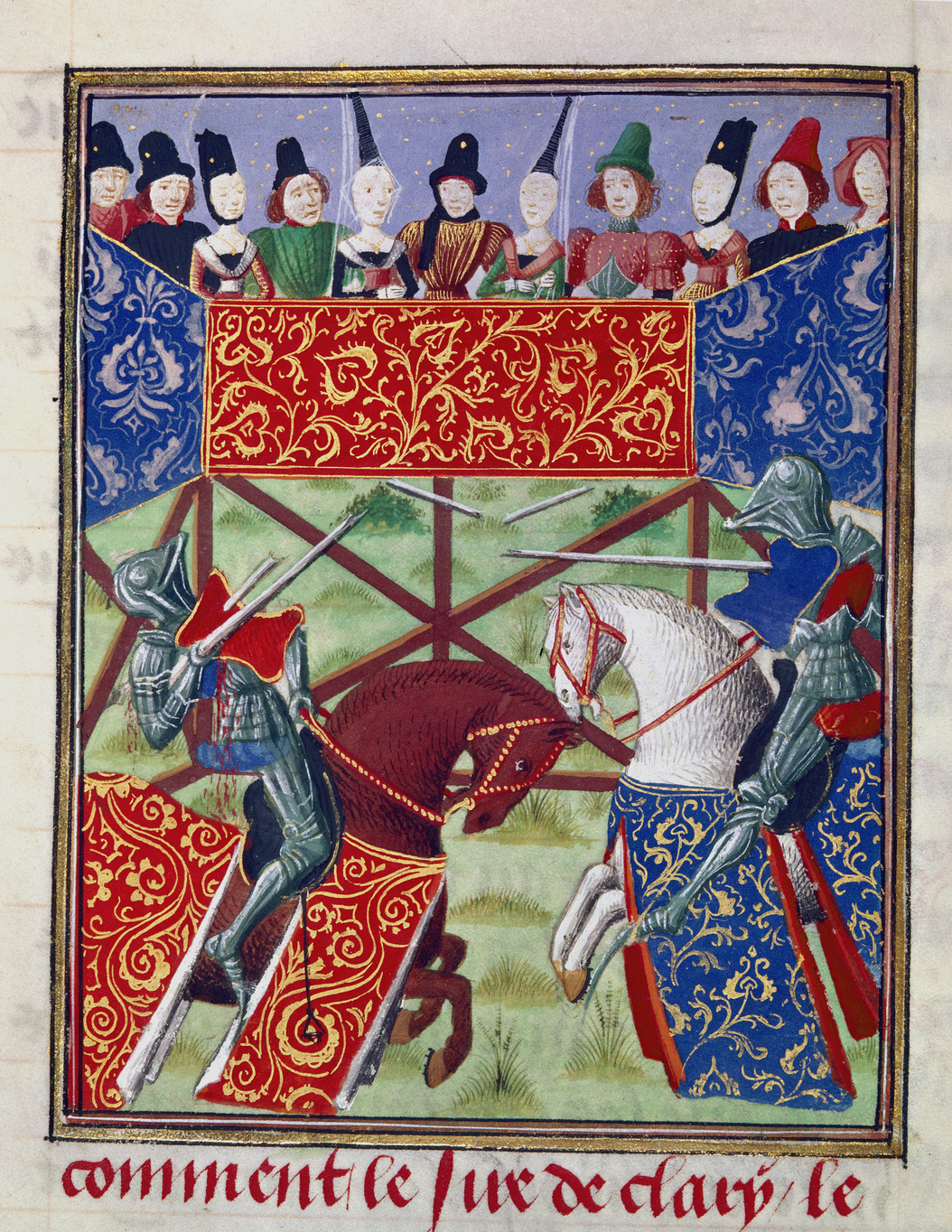
Поединок французских рыцарей на старинной миниатюре

## Дуэль чести и Божий суд
Эта история отражена на фреске в аббатстве Сент-Этьен в Кане, а также на гобелене в замке Карла IX в Блуа. Сюжет стал основой исторического труда Марии Кузен.
Сеньор Жан де Карруж был храбрым и доблестным рыцарем, как и его отец, удостоенный чести быть капитаном капитаном и виконтом Беллема во времена правления короля Иоанна II. Он женился вторым браком на Маргарите де Тибувиль, знатной даме из Фонтен-ла-Сорель. Однако после свадьбы его призвали сопровождать адмирала Жана де Вьена в военной экспедиции в Шотландию.
Не желая оставить молодую жену одну в замке Карруж, Жан отправил её к родне, в замок Фонтен-ла-Сорель, недалеко от Брионны. Вернувшись домой после очень трудной военной кампании, он воссоединился с супругой и отправился навестить свою мать в поместье Капомениль, расположенное между Пон-л'Эвек и Сен-Пьер-сюр-Див. Жан оставил Маргариту у матери и отправился рассказать о походе в Шотландию молодому королю Франции Карлу VI.
Случилось несчастье. Маргариту, оставшуюся без защиты, изнасиловали. Это случилось 18 января 1386 года.
Несмотря на опасность всеобщего презрения и насмешек, Маргарита решила рассказать супругу о своём несчастье. Она назвала и имя насильника. Это был рыцарь Жак Ле Гри, камергер (как и её супруг) графа Пьера II Алансонского. Жан немедленно обратился за помощью к графу, как к своему сюзерену. Однако тот заявил, что не верит словам Маргариты. Вероятно, та сама порочна и просто клевещет на честного рыцаря.
Тогда Жан отправился к королю. Он смог добиться приёма у монарха. Тот внимательно выслушал и передал дело для расследования в специальный суд в Париже. Королевские юристы допросили всех фигурантов дела, но не смогли вынести вердикт. Тогда по просьбе Жана де Карружа было принято решение о проведении Божьего суда — особой дуэли, по итогам которой, как считалось с помощью небес, могла быть установлена правда. Судебный поединок состоялся 29 декабря 1386 года в Париже. Присутствовали сам король Карл VI и его супруга Изабелла Баварская.
Согласно древнему ритуалу, рыцарям во время дуэли надлежало сначала биться верхом, а затем — пешими. Несмотря на ранение, Жан де Карруж сумел сбить Жака Ле Гри с коня, а затем одолел его и в схватке на мечах. Присутствующие согласились, что, значит, на стороне победителя действовал сам Бог. Ле Гри был объявлен виновным. Считается, что состоявшийся поединок стал последней судебной дуэлью в истории Франции.

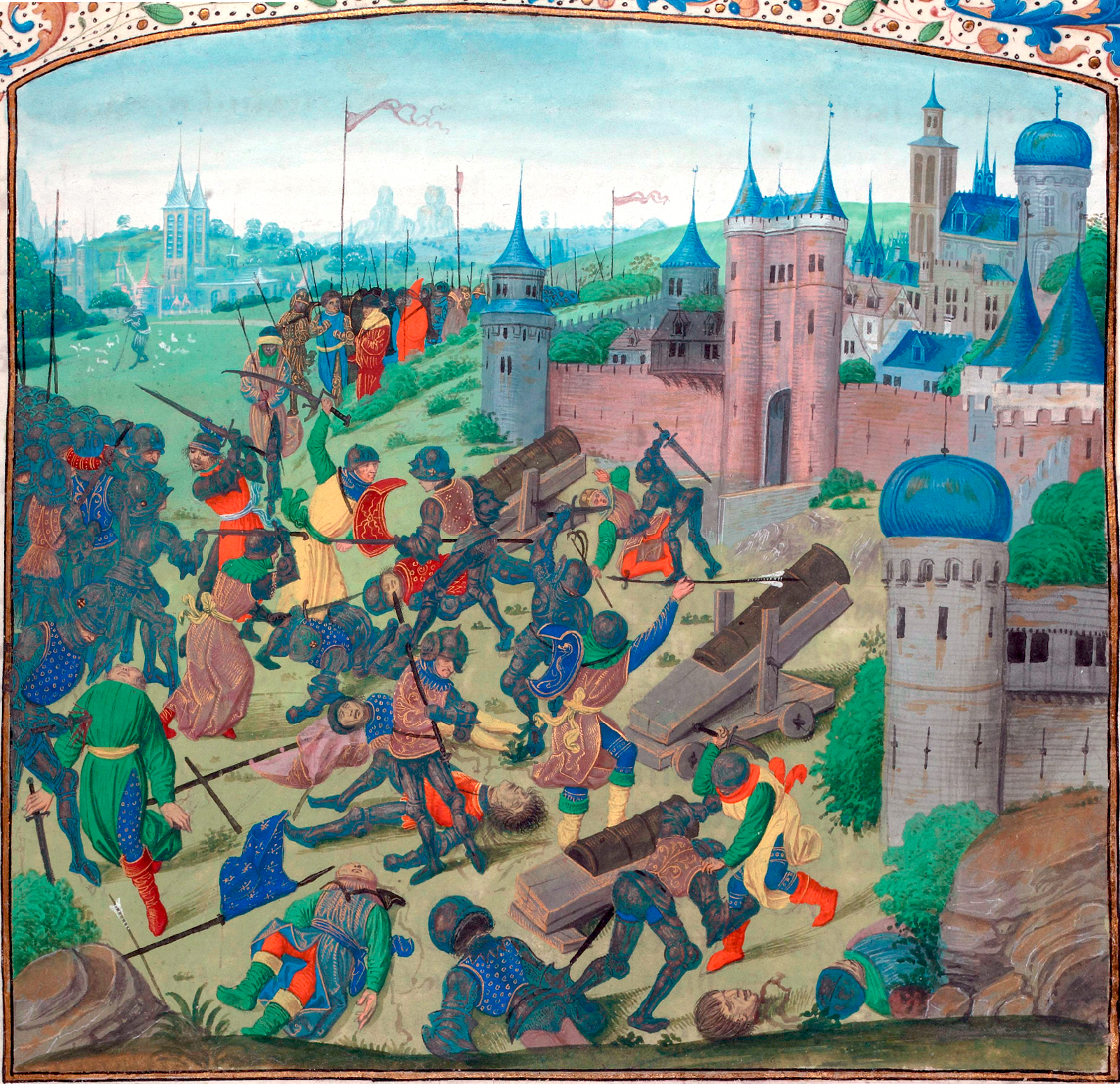
Битва при Никополе

Жан де Карруж продолжил карьеру рыцаря. По приказу короля он отправился в крестовый поход против турок и погиб в битве при Никополе. Там же попал в плен и командир французов, знаменитый Жан II ле Менгр.
У Жана было трое сыновей: Роберт, Томас и Жан. Они не посрамили честь рода и доблестно сражались против английской армии вторжения во время Столетней войны. На каком-то этапе их родовой замок Карруж был захвачен англичанами, конфискован и передан с собственность Жана де Монтоэра, личного оруженосца английского короля Генриха V. Позднее Жан Блоссе, сын одной из представительниц рода де Карруж, смог отвоевать замок.
История с поединком легла в основу художественного фильма Ридли Скотта «Последняя дуэль».

## Галерея

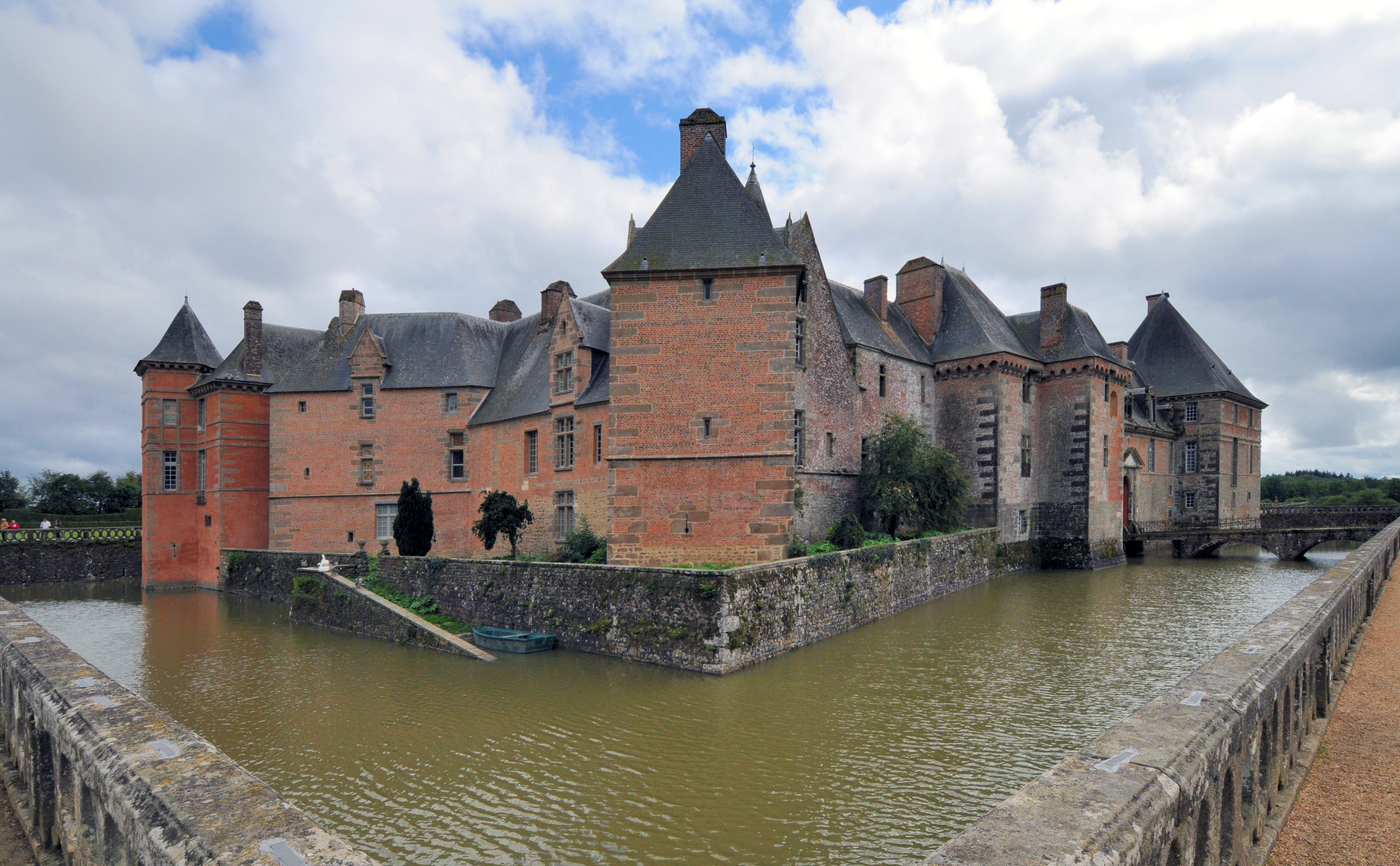
Вид замка с севера
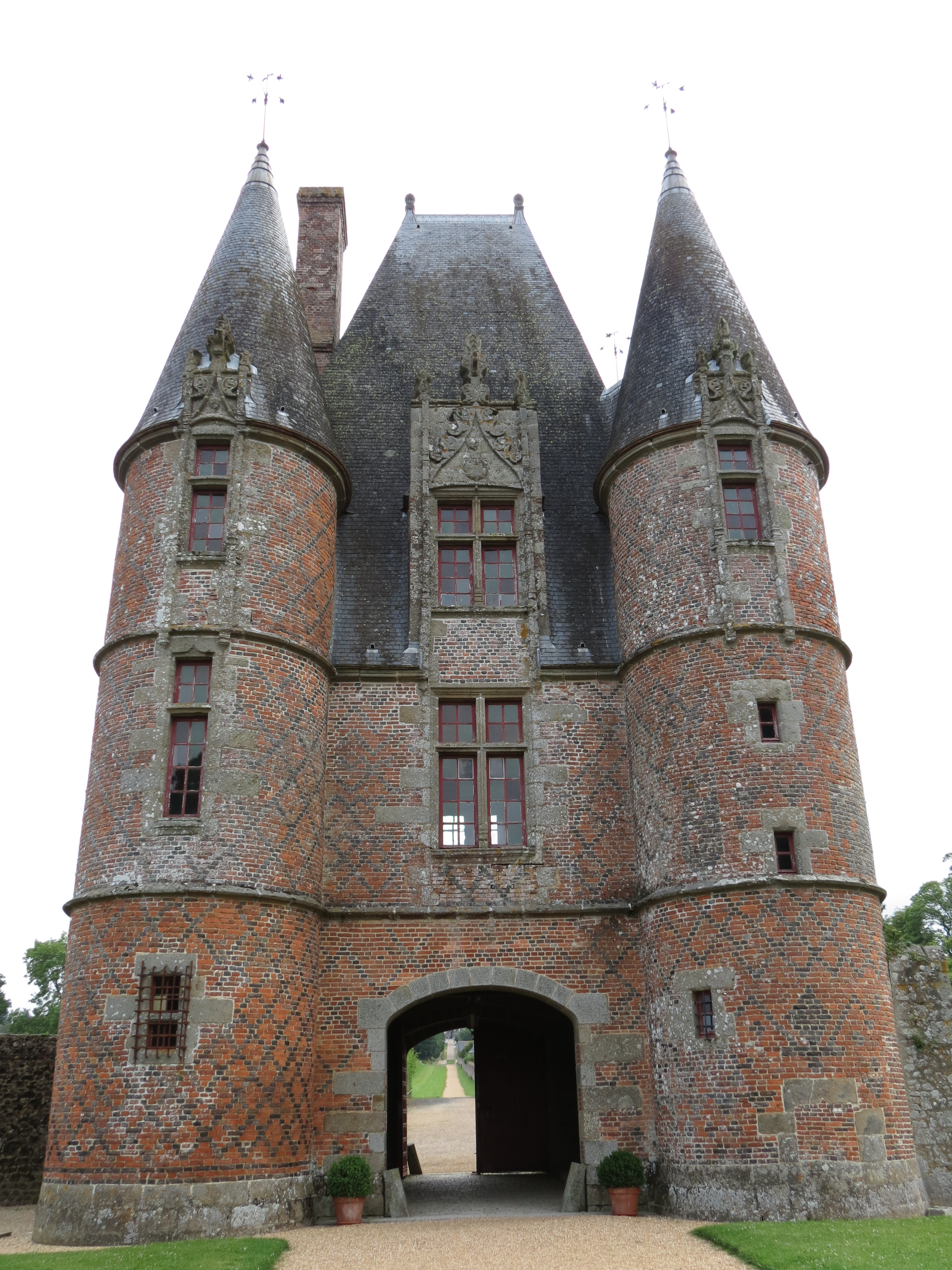
Главные въездные ворота
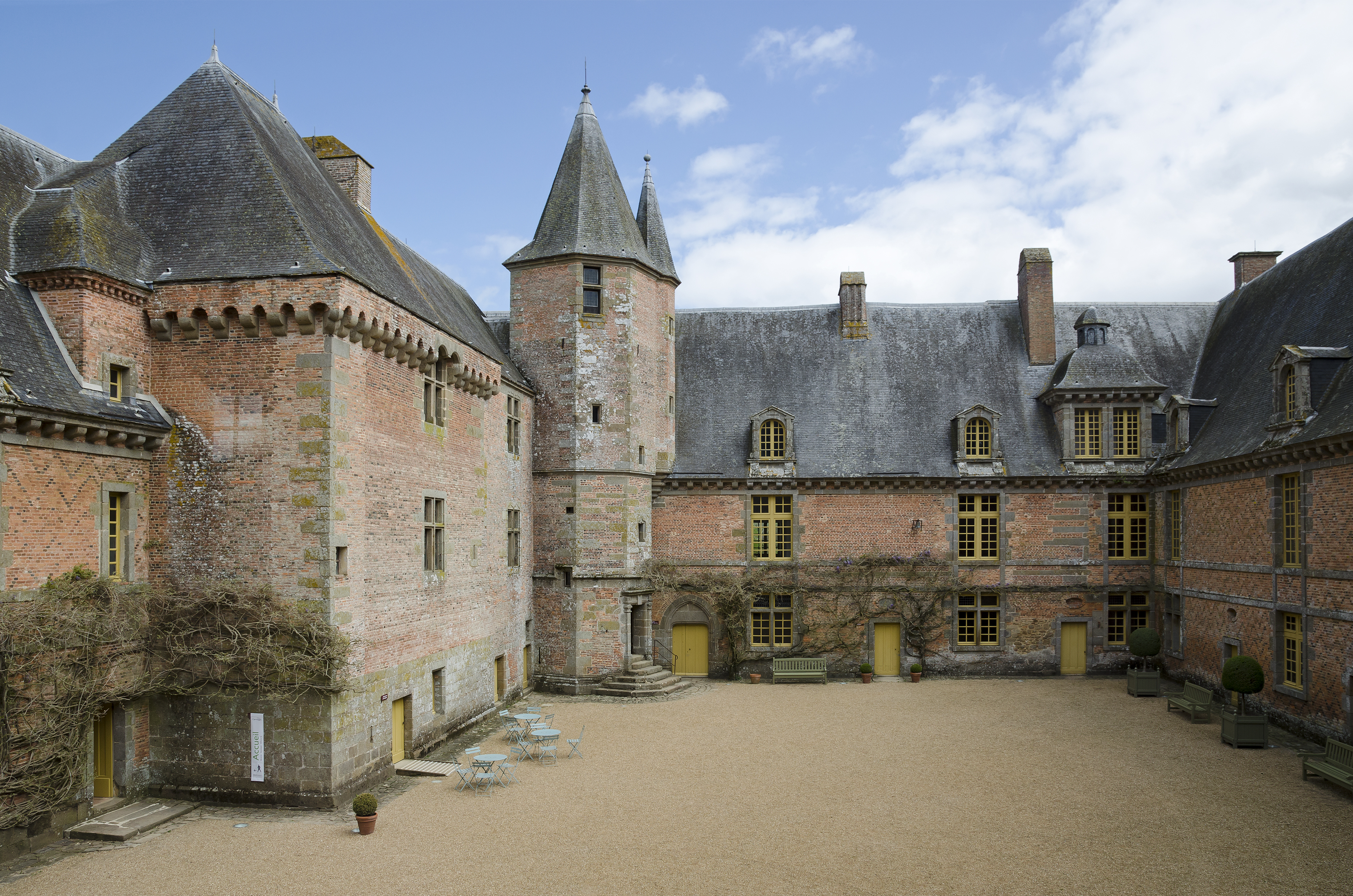
Внутренний двор замка
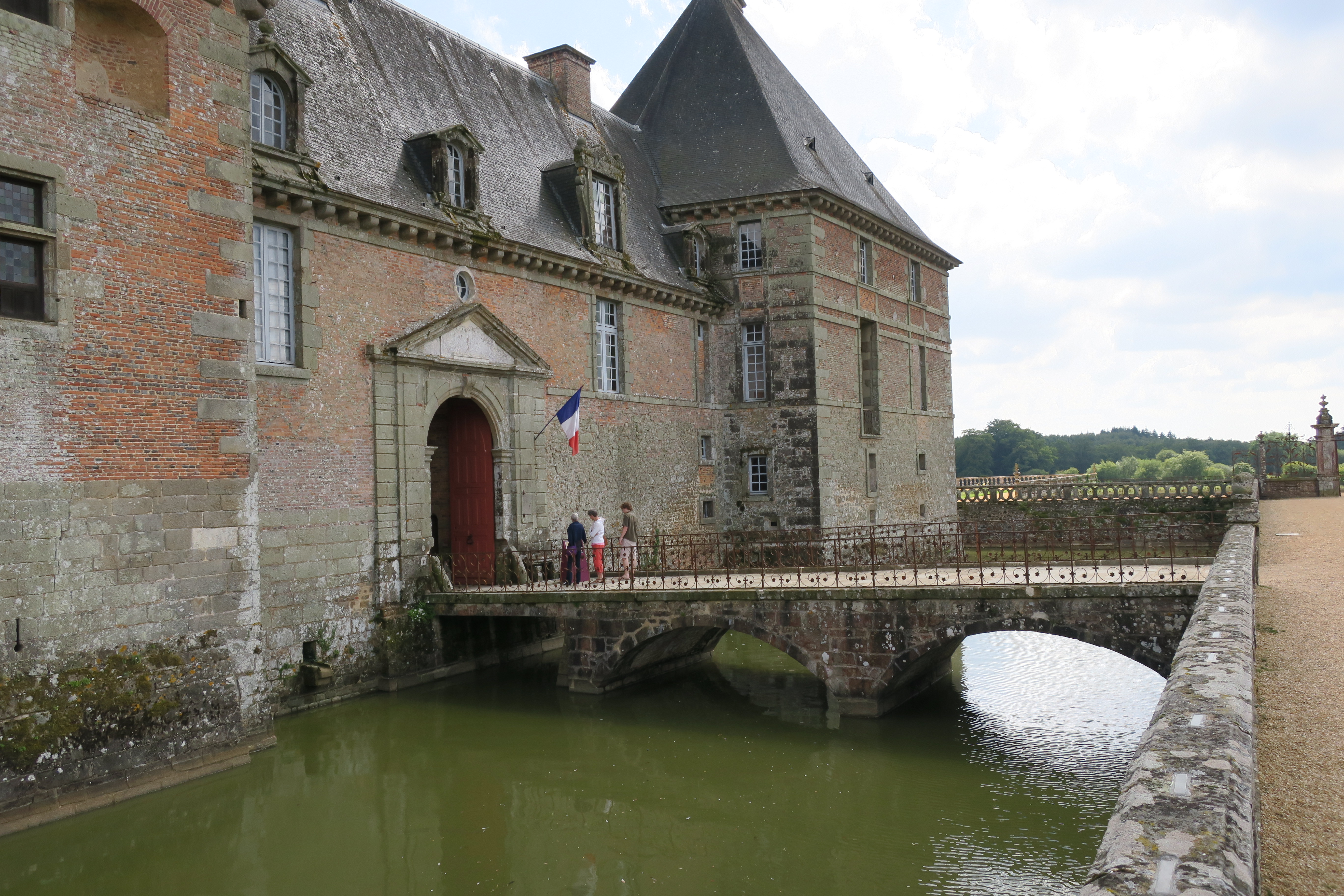
Мост, ведущий в замок
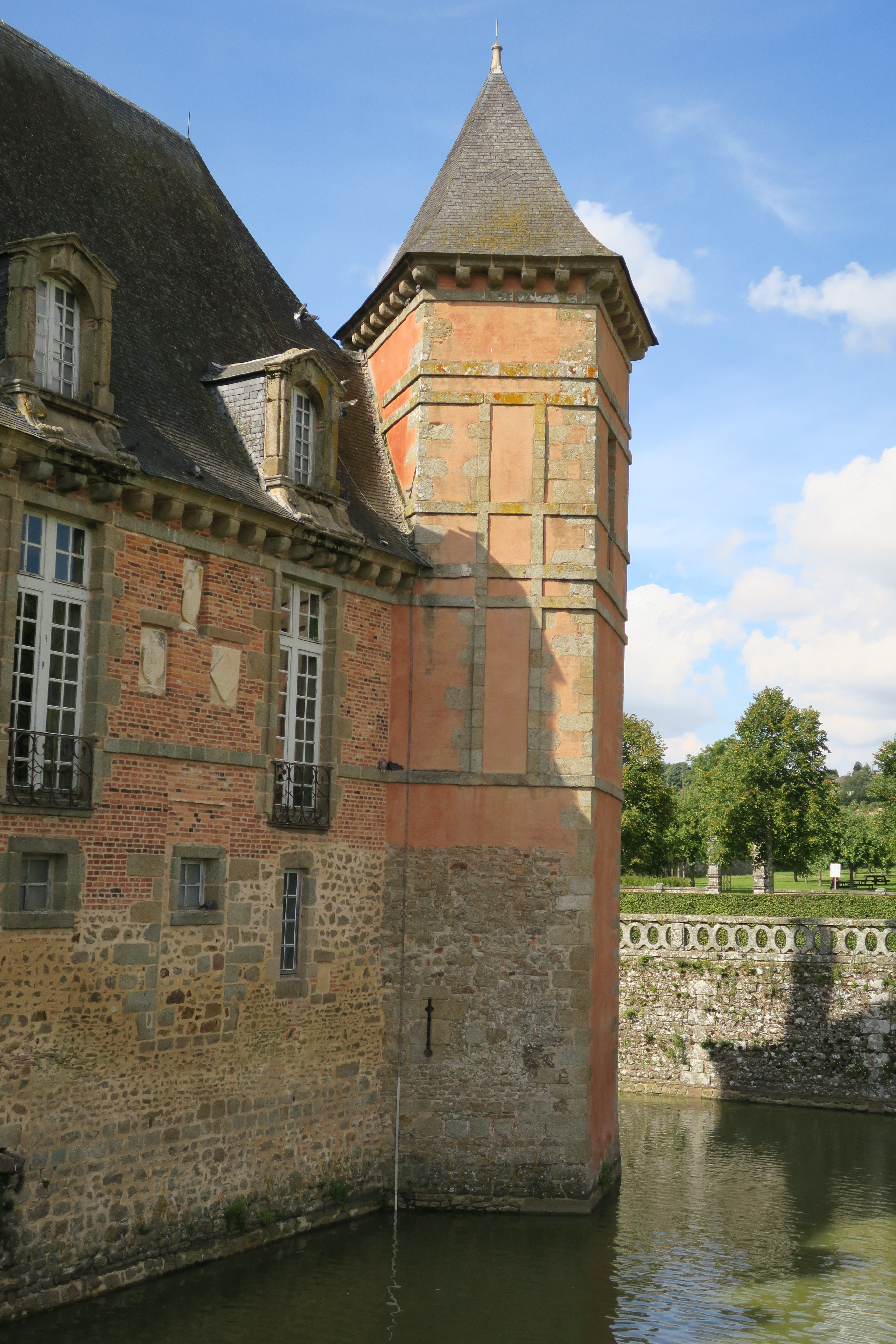
Одна из угловых башен